# Samuel Hill-Wood
Sir Samuel Hill Hill-Wood (ur. 21 marca 1872 – zm. 4 stycznia 1949) – był brytyjskim przedsiębiorcą, członkiem partii Konserwatywnej, krykiecistą oraz działaczem piłkarskim. W latach 1929–1936 i 1946–1949 był prezesem angielskiego klubu Arsenal F.C.